# Agba Otikpo Mézodé
Agba Otikpo Mézodé est un homme politique et diplomate centrafricain, ancien Ministre des Affaires étrangères de la RCA entre 2001 et 2003.